# Erg Chebbi

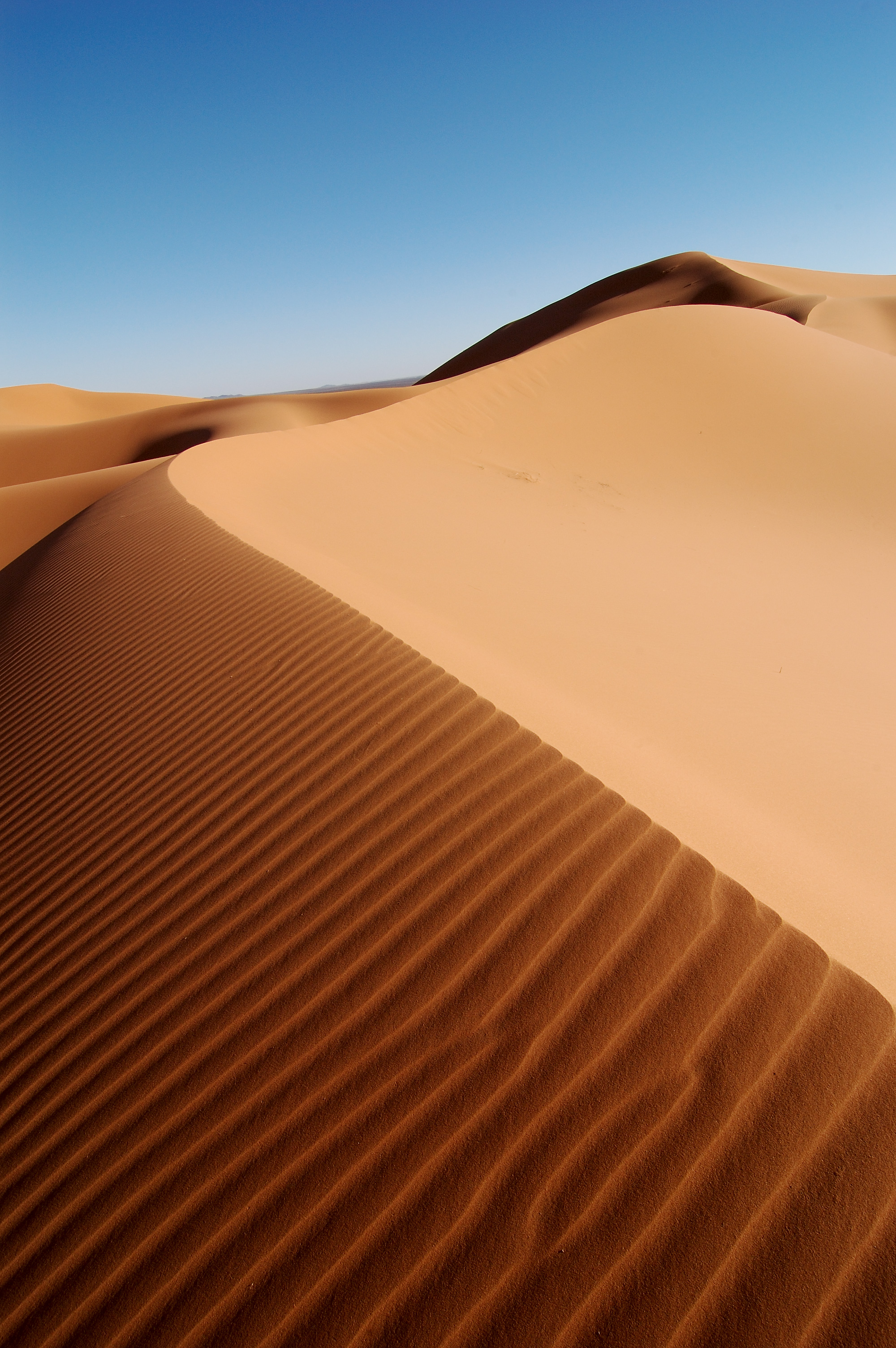
Erg Chebbi

Erg Chebbi (en àrab: عرج شبّي) és l'únic erg del Sàhara al Marroc.
L'erg té una llargària de 22 km (de nord a sud) i 5 km d'amplària, i les seues dunes tenen una alçada màxima de 150 m. Localitzat a uns 40 quilòmetres al sud-est d'Erfoud, els pobles situats als peus de les dunes són Hassi-Labiad i Merzouga, que reben la major part dels turistes que visiten l'erg.